# Bullet Train Down
Pour plus de détails, voir Fiche technique et Distribution.
Bullet Train Down est un film d'action américain, sorti en 2022, réalisé par Brian Nowak et produit par The Asylum. C’est un remake de Super Express 109 (1975).

## Synopsis
Le train à grande vitesse le plus rapide du monde effectue son voyage inaugural (très médiatisé) entre Los Angeles et San Francisco.  Une bombe a été placée à bord. Elle explosera si le train descend en dessous de la vitesse de 200 mph. Le propriétaire milliardaire du train, ainsi qu’un vétéran militaire hautement qualifié, doivent trouver comment désamorcer la bombe avant qu’elle ne tue tout le monde à bord.

## Distribution
- Rashod Freelove : Kessler Briggs
- Ryan Youngwoong Kim : Lou
- Tom Sizemore : Scott Madison
- Xander Bailey : Jack Banta
- Carolina Vargas : Holly
- Lesley Grant : Claire
- Erica Duke : Caruso
- Anthony Jensen : Détective Lewis, Lopez
- Chandler Dunman : Roan
- Zack Gold : Vigo, Frank
- Victoria Simone : Joyce[3]
- Dylan J. Harris : Davey
- Caleb Lowell : Cody
- Neli Sabour : Andrea - Rail Traffic
- Byron Preston Jackson : Henry, le conducteur
- Colin Koth : Johnston
- Brian Nowak : Pilote de l’Apache
- Tammy Klein : Reporter #2 de l’hélicoptère des informations (voix)[1]

## Production

### Tournage
Le tournage a eu lieu à Los Angeles, en Californie, aux États-Unis. Le film est sorti le 27 janvier 2023 en Allemagne.

## Accueil

### Réception critique
Sur Letterboxd, les spectateurs ne sont pas indulgents envers le film, par lequel The Asylum tente de capitaliser sur le succès du blockbuster Bullet Train. Malheureusement, il n'y a ni les mêmes moyens ni le même talent. Tom Sizemore essaie de se la jouer Bruce Willis, avec moins de succès.
Sur IMDb, l’appréciation est plus mesurée. L'intrigue est considérée comme un mélange de Bullet Train avec Brad Pitt et de Speed. Toutefois, le film n'est pas jugé aussi amusant que les films précédents de The Asylum, avec des monstres.